# Văgaș, Satu Mare
Văgaș este un sat în comuna Tarna Mare din județul Satu Mare, Transilvania, România.
Filmul documentar Jakub (1992) realizat de regizoarea Jana Sevcikova a fost filmat în acest sat.
 Acest articol despre o localitate din județul Satu Mare este deocamdată un ciot. Puteți ajuta Wikipedia prin completarea lui.